# Venusbach
Der Venusbach ist ein 6,8 km langer Bach bei Bergatreute im baden-württembergischen Landkreis Ravensburg und ein rechter Zufluss der Wolfegger Ach.

## Geographie

### Lage
Der Venusbach liegt vollständig im nördlichen Gemeindegebiet von Bergatreute und fließt dort in einem großen Nordbogen um den Ort. Er befindet sich etwa 4 km südlich von Bad Waldsee.
Geographisch liegt der Venusbach im Naturraum Oberschwäbisches Hügelland (Naturraum-Nr. 32) innerhalb der Großlandschaft Voralpines Hügel- und Moorland (Großlandschaft-Nr. 3) zuzuordnen.
Ein großer Teil des Bachverlaufs liegt auf zwei Typen von Moorlandschaften:
- Mineralische Grundwasserböden mit stellenweise Anmoor: Hierbei handelt es sich um Anmoorgleye und untergeordnet sehr stark humose (Nass-)Gleye. Die Böden sind stellenweise kalkhaltig und weisen verbreitet abgesenktes Grundwasser auf. Das Ausgangsmaterial sind würmzeitliche, sandig-schluffige Beckensedimente, die örtlich von jungen Seesedimenten (teilweise Mudde) oder vererdeten Moorbildungen überlagert sein können.
- Niedermoor: Dieser Bodentyp zeichnet sich durch mäßig tiefe bis tiefe Niedermoore aus. Das Ausgangsmaterial ist oberflächennah häufig stark zersetzter bis vererdeter Niedermoortorf, der über Mudden und würmzeitlichen Beckensedimenten liegt.

### Verlauf
Der Venusbach entspringt am Westrand von Giesenweiler und fließt zunächst in einem Bogen an Abetsweiler vorbei. Vor dem Waldstück Wiesenbühl mündet der NN-GX5 in den Venusbach. Der Bach fließt weiter nach Gwigg, wo er unmittelbar nördlich der St.-Georg-Kapelle hindurchführt. Bei den Gwigger Wiesen münden der NN-RA3 und der NN-LN5.
Anschließend fließt der Venusbach durch Engenreute und mündet in den Löffelmühleweiher bei Gambach. Er durchquert den Weiler Löffelmühle, wo sich zwei Wasserkraftwerke befinden. Vor dem zweiten Wasserkraftwerk wird ein Teil des Wassers abgeleitet und fließt in den Zufluss Tobelbach. Nach dem zweiten Wasserkraftwerk mündet der Tobelbach in den Venusbach. Schließlich fließt der Venusbach westlich der L 314, wechselt bei Bolanden die Straßenseite und mündet in die Wolfegger Ach.

### Zuflüsse
Der Venusbach wird von mehreren Zuflüssen gespeist.
- Der NN-GX5 ist 1,307 km lang. Seine Quelle liegt am südwestlichen Ortsrand von Ankenreute. Er verläuft vollständig auf der Gemarkung Gaisbeuren von Bad Waldsee und mündet an der Gemarkungsgrenze von Bergatreute in den Venusbach.⊙[8]
- Der NN-RA3 ist 1,619 km lang. Seine Quelle liegt nordwestlich von Engenreute. Der mittlere Teil seines Verlaufs befindet sich auf der Gemarkung Gaisbeuren von Bad Waldsee.⊙[9]
- Der NN-LN5 ist 2,075 km lang. Er entspringt südlich von Unterstocken und mündet nördlich von Engenreute, westlich von Oberstocken, in den Venusbach.⊙[10]
  - Der NN-EC6 ist 770 m lang. Seine Quelle liegt nördlich von Unterstocken, und er ist ein Zufluss des NN-LN5.⊙[11]
- Der Tobelbach ist 3,365 km lang. Seine Quelle liegt bei Giesenweiler, etwa 100 m südlich des Venusbach-Ursprungs. Er fließt durch Bergatreute, wo der Auäckerbach in ihn mündet, und passiert anschließend den weiler Dobelmühle, bevor er bei Löffelmühle in den Venusbach einmündet.[12]
  - Der Auäckerbach ist 0,966 km lang. Er entspringt am Westrand von Witschwende und mündet im Bereich der Brühlwiesen am Ortsrand von Bergatreute in den Tobelbach.[13]

Hinweis zu Bachnamen
Die Bezeichnungen NN-GX5, NN-RA3, NN-LN5, NN-XXS und NN-EC3 sind technische Namen aus der amtlichen Gewässerkarte. Diese Gewässer besitzen keinen amtlichen Namen.

### Seen
Im Gebiet zwischen Gambach, Engenreute und Löffelmühle liegen zwei Seen:
- Der Löffelmühleweiher ist ein künstlicher See mit einer Fläche von 1,6091 Hektar.
- Der See mit der Bezeichnung NN-XXS hat eine Fläche von 0,0804 Hektar.

## Wasserkraftwerke
Bei Löffelmühle sind zwei Ausleitungskraftwerke am Venusbach:
- T 222 Dobelbach Löffelmühle: Es nutzt eine Fallhöhe von 15,42 m und einen mittleren Abfluss des Gewässers von 0,155 m³/s, um eine installierte Leistung von 45 kW zu erzeugen.[16]
- T 223 Venusbach: Es verfügt über eine Fallhöhe von 7,36 m und einen mittleren Abfluss des Gewässers von 0,178 m³/s, womit es eine installierte Leistung von 11 kW erreicht.[17]